# Never Forget
asbay«Never Forget» —en español: «Nunca olvidar »— es una canción interpretada por la cantante y compositora rusa Lena Katina  incluida en el álbum debut de la cantante. Katina la compuso con Hayden Bell, Sarah Lundbäck, y Eric Lidbom y este último, la produjo junto con Sven Martin.  Such Much Production la lanzó como sencillo debut de la cantante a nivel internacional el 9 de agosto de 2011 en iTunes y Amazon, incluyendo como lado-B la canción “Stay”. Musicalmente, es una pista pop rock, recibiendo por parte del público comentarios realmente positivos. Sin embargo, logró una recepción comercial no muy buena. James Cox fue el encargado de dirigir el vídeo musical.

## Antecedentes y composición
Katina comenzó a componer  algunas canciones para su álbum debut como solista en Suecia, en el  2010.  «Never Forget» fue el resultado, fue coescrita por ella y por los compositores Hayden Bell, Sarah Lundbäck, y Eric Lidbom, producido este último junto con Sven Martin, las remezclas de voces fueron hechas por Veronica Ferraro y masterizado por Bruno Gruel. En una entrevista en el sitio web Record de México fue preguntada si "Never Forget" era una canción dedicada a su compañera de t.A.T.u. Julia Volkova, Katina explicó:

«Sí, el vídeo del primer sencillo ‘Never Forget’; que lo llamé igual que el disco, es muy directo y claro, ahí enterramos a t.A.T.u. Es una canción dedicada a Julia, quien fue una gran parte de mi vida.  Ahora tenemos caminos diferentes, así que es momento de tomar mi rumbo y decirle adiós al pasado. Me gustó el vídeo porque es muy creativo, directo y, al mismo tiempo, metafórico. Estoy avanzando, y ésta soy yo, ya no soy una parte de t.A.T.u., renací y soy simplemente Lena Katina.» .”

Ediciones remix fueron publicadas y echas por el DJ Dave Audé, todas las grabaciones y el proceso empezaron de nuevo. En una entrevista realizada para Audé en el sitio web Popservations, habló de cómo fue el proceso para las remezclas:

«La dirección de Lena me envió la canción unos meses atrás y preguntó si yo podía hacer un remix. El ritmo era demasiado lento, entonces sugerí que rehiciéramos la producción de la canción completamente y lo editáramos como mi siguiente single. Grabamos todo de nuevo, las voces, todo y el resultado final fue grandioso. » .”

## Recepción

### Lanzamiento y resultado comercial
"Never Forget" fue lanzada por la emisora de radio mexicana FMTU, de  Monterrey, el día 17 de junio del 2011, teniendo éxito inmediato el día de su propio estreno. Las redes sociales de la estación se vieron saturadas por fanáticos que solicitaban el sencillo, la emisión fue escuchada en países como Rusia, Japón, Brasil, Inglaterra, Italia y Polonia, entre otros.  Fue lanzada mundialmente el día 9 de agosto del 2011, a través de tiendas digitales de iTunes y Amazon, incluyendo como lado-B la canción “Stay”,
"Never Forget" recibió buena respuesta por parte del público, ya que entró en las listas de España, Rusia y la CEI, obteniendo de estos dos primeros los lugares núm. 2 y 1 en dichas listas. Para seguir promocionando "Never Forget", se lanzó un EP remix de dicho sencillo a nivel internacional, el encargado de las remezclas fue el Dj Dave Audé,, el día 12 de marzo del 2012 en las tiendas digitales de iTunes, Amazon y Beatport, pero antes del debut de dicho EP, el remix de Audé y Katina ya había debutado en la lista Dance/Club Play Songs de Billboard USA en el puesto nº38, obteniendo una gran respuesta por parte del público.
En ese tiempo el tema había subido al puesto nº15 en la lista de Billboard, alcanzó el primer lugar de la lista el 19 de abril del 2012, sobrepasando a Madonna, catalogada de esa manera por los medios rusos y aclamándola como la primera artista solista rusa en conseguir tal éxito.
Poco tiempo después la versión remix, entró en las listas dance de Grecia, Italia y Brasil;  así como también se lanzó otro EP remix del sencillo solo para Alemania, Austria y Suiza, en donde debuta solo en la lista de Alemania en la categoría de "Pop" .

## Vídeo musical

### Grabación
El video musical de «Never Forget», dirigido por James Cox se filmó en un cementerio en Altadena ubicado en el condado de Los Ángeles, el vídeo es una continuación del último sencillo de t.A.T.u., llamado Snowfalls. Katina explicó al sitio web ruso Viva Magazine que no tenía miedo de plantear el tema de los cementerios, respondiendo:

« ¿Y por qué debería tener miedo? Lógicamente, si algo había muerto, era inevitable. Hay tal versión interesante en la trama, es el comienzo de mi nueva vida.
En la que escénicamente no existe más Julia. En consecuencia, me despido de un pasado que nunca olvidaré» .”

El rodaje duró alrededor de 14 horas. En el lugar había más de 50 personas al mismo tiempo, incluyendo los extras. En el vídeo utiliza un vestido brillante de color blanco, así como también cabello corto ondulado, dándole una imagen clásica, la estilista Laura Duncan, tuvo la difícil tarea de crear una imagen irreal de Katina en el pasado y en el futuro, así como también se utilizó un Chevrolet  57, dando así una imagen clásica al vídeo.

### Trama
Comienza con Lena Katina recostada en una mesa de piedra; esto se intercala con una secuencia del cadáver de Julia en una morgue. Lena se levanta y mira a su alrededor; aparentemente concluye que no sabe dónde está. Luego comienza a cantar, se baja de la piedra y atraviesa unas cortinas rojas. Llega a una habitación en la que dos doctores realizan una autopsia. Los doctores revisan el cuerpo Julia, y mientras tanto Lena ve un cuerpo cubierto por una sábana. Lo descubre y ve que se trata de ella misma, muerta.
La escena cambia y vemos a ocho hombres de negro caminando por un pasillo, llevando dos ataúdes (en los que presumiblemente van los cadáveres de Julia y Lena). Lena se encuentra con ellos y contempla cómo depositan los ataúdes frente a un grupo de personas vestidas de negro: aparentemente, se trata de un funeral conjunto para Julia y Lena. Todo el mundo se gira cuando Lena aparece. Ella se acerca a su propio ataúd, tira al suelo las flores que había sobre él y coloca boca abajo su propio retrato. Luego va hacia el ataúd de Julia, toma la fotografía y la besa. 
Finalmente Lena aparece en un cementerio, en el cual vemos una lápida para Julia y otra para ella, según las cuales ambas murieron en 2011. Lena recoge las flores de ambas y se monta en un coche (conducido por uno de los doctores del comienzo del vídeo). Desde allí, va tirando las flores como despedida mientras se aleja. 
Durante todo el videoclip se intercalan imágenes de Lena cantando, caminando e incluso mirando por una vidriera.

## Formatos yremixes
- Descarga digital

| Never Forget — Single |                |          |  |
| N.º                   | Título         | Duración |  |
| 1.                    | «Never Forget» | 3:22     |  |
| 2.                    | «Stay»         | 3:27     |  |

| Never Forget (Dave Audé remix) EP |                                          |          |  |
| N.º                               | Título                                   | Duración |  |
| 1.                                | «Never Forget» (Original Club)           | 6:20     |  |
| 2.                                | «Never Forget» (Original Radio Edit)     | 3:44     |  |
| 3.                                | «Never Forget» (Loud Manners Remix)      | 6:14     |  |
| 4.                                | «Never Forget» (Loud Manners Radio Edit) | 4:01     |  |
| 5.                                | «Never Forget» (Sharooz Remix)           | 5:01     |  |
| 6.                                | «Never Forget» (Jeremy Word Remix)       | 5:01     |  |

| Never Forget The Remixes — Alemania, Austria y Suiza |                                                     |          |  |
| N.º                                                  | Título                                              | Duración |  |
| 1.                                                   | «Never Forget» (Raindropz! Edit)                    | 2:55     |  |
| 2.                                                   | «Never Forget» (ClubSurkkerz & Danstlye Edit)       | 3:02     |  |
| 3.                                                   | «Never Forget» (Marq Aurel & Beatbreaker Edit)      | 3:02     |  |
| 4.                                                   | «Never Forget» (Marq Aurel & Beatbreaker Dub Edit)  | 3:03     |  |
| 5.                                                   | «Never Forget» (Ni Ego Remix Edit)                  | 3:33     |  |
| 6.                                                   | «Never Forget» (Raindropz! Remix)                   | 4:30     |  |
| 7.                                                   | «Never Forget» (ClubSurkkerz & Danstlye Remix)      | 4:25     |  |
| 8.                                                   | «Never Forget» (Marq Aurel & Beatbreaker Remix)     | 4:04     |  |
| 9.                                                   | «Never Forget» (Marq Aurel & Beatbreaker Dub Remix) | 4:03     |  |
| 10.                                                  | «Never Forget» (DJ V Remix)                         | 6:20     |  |
| 11.                                                  | «Never Forget» (Chris Peeters & Niki Sato Remix)    | 5:17     |  |
| 12.                                                  | «Never Forget» (A Copycat Remix)                    | 3:51     |  |
| 13.                                                  | «Never Forget» (Mark Boom Remix)                    | 4:37     |  |

## Posicionamiento en listas
| País/Región                         | Lista                            | Mejor posición |
| ----------------------------------- | -------------------------------- | -------------- |
| España                              | 40 Principales                   | 2              |
| Rusia                               | MTV                              | 1              |
| Rusia                               | Rossija Top 100 [cita requerida] | 118            |
| Rusia                               | Top 20                           | 2              |
| Brasil                              | MTV                              | 10             |
| Comunidad de Estados Independientes | Videochat                        | 14             |
| Estados Unidos                      | Dance/Club Play Songs            | 1              |
| Grecia                              | Dance/Club Play Songs            | 1              |
| Italia                              | Lista Dance                      | 11             |
| Brasil                              | Dance/Club Play Songs            | 4              |
| Alemania                            | Deutsche Pop                     | 28             |
| Reino Unido                         | UK Singles Chart                 | 18             |

## Premios y nominaciones
| Año  | Premios   | Categoría                   | Resultado |
| ---- | --------- | --------------------------- | --------- |
| 2011 | MTV Rusia | Vídeo Del Año, Never Forget | Ganadora  |

## Créditos
- Lena Katina: Compositora y voz.
- Hayden Campana: Compositor
- Sarah Lundback: Compositora
- Erik Lidbom: Productor, teclados, compositor, guitarra y programación
- Sven Martin: Productor, programación y mezcla
- Domen Vajevec: Bajo (adicional)
- Steve Wilson: Batería
- Alain Moschulsk: Guitarra
- Joerg Kohring: Guitarra
- Veronica Ferraro: Mezcla de voz
- Gruel Bruno: Masterización
- Matt Miller:  Fotografía
- Serge Golovach: Fotografía

Fuente: Discogs.